# Twin Lakes (Wisconsin)
Twin Lakes és una població dels Estats Units a l'estat de Wisconsin. Segons el cens del 2000 tenia 5.124 habitants.

## Demografia
Segons el cens del 2000, Twin Lakes tenia 5.124 habitants, 1.973 habitatges, i 1.390 famílies. La densitat de població era de 366,4 habitants per km².
Dels 1.973 habitatges en un 35,1% hi vivien nens de menys de 18 anys, en un 58% hi vivien parelles casades, en un 8,3% dones solteres, i en un 29,5% no eren unitats familiars. En el 22,8% dels habitatges hi vivien persones soles el 8,3% de les quals corresponia a persones de 65 anys o més que vivien soles. El nombre mitjà de persones vivint en cada habitatge era de 2,58 i el nombre mitjà de persones que vivien en cada família era de 3,05.
Per edats la població es repartia de la següent manera: un 27,1% tenia menys de 18 anys, un 7,3% entre 18 i 24, un 30,3% entre 25 i 44, un 23,1% de 45 a 60 i un 12,2% 65 anys o més.
L'edat mediana era de 36 anys. Per cada 100 dones de 18 o més anys hi havia 97,8 homes.
La renda mediana per habitatge era de 46.601 $ i la renda mediana per família de 54.583 $. Els homes tenien una renda mediana de 42.589 $ mentre que les dones 27.395 $. La renda per capita de la població era de 22.226 $. Aproximadament el 4,5% de les famílies i el 6,6% de la població estaven per davall del llindar de pobresa.

## Poblacions més properes
El següent diagrama mostra les poblacions més properes.